# Маргинални приход
Маргинални или гранични приход (MR), у економији, представља прираштај укупног прихода (TR) који доноси додатна јединица продате робе. Једнак је односу промене укупног прихода и промене количине продате робе (Q), при чему је Q = 1:
{\displaystyle MR={\frac {dTR}{dQ}}}
Нпр. ако је укупни приход при продаји три прозора 12000 динара, а укупни приход при продаји четири прозора 16000 динара, гранични приход ће износити 4000 динара.
У условима потпуне конкуренције продајна цена је за предузеће екстерна величина (нема утицаја на њу) и не мења се са повећањем његове понуде производа, те су вредности просечног и граничног прихода једнаке цени.
У случају монопола, предузеће има могућност да утиче на обим продаје, као и на висину цене. Тада се са повећањем понуде смањује цена свих јединица производа, и због тога је гранични приход нижи од цене (која је једнака просечном приходу).
Монополиста може да се одлучи и на повећање цене робе у циљу повећања добити. Међутим, раст цена може да изазове смањење тражње и продаје.
Какав ће утицај промена цене имати на приход зависи од еластичности тражње. Док је тражња еластична, гранични приход ће бити позитиван. И обрнуто, негативан је док је тражња нееластична. Када је еластичност тражње једнака 1, гранични приход је једнак нули, а укупни приход највећи.
У условима монопола максимизација добити ће се остварити при аутпуту који је нижи, и ценама које су више него у условима конкуренције.